# جوناثان مارتينيز (مقاتل)
جوناثان مارتينيز (بالإنجليزية: Jonathan Martinez؛ مواليد 20 أبريل 1994) هو مُقاتل فنون قتالية مختلطة أمريكي.

## وصلات خارجية
- جوناثان مارتينيز (مقاتل) على موقع يو إف سي (الإنجليزية)
- جوناثان مارتينيز (مقاتل) على موقع شيردوغ (الإنجليزية)
- جوناثان مارتينيز (مقاتل) على موقع Tapology.com (الإنجليزية)